# 천번의 굿나잇
《천번의 굿나잇》(영어: A Thousand Times Good Night)은 2013년 공개된 영화이다.

## 출연

### 주연
- 줄리엣 비노쉬
- 니콜라이 코스터-왈도

### 조연
- 마리아 도일 케네디
- 래리 멀렌 주니어
- 매즈 오스달
- 로린 캐니
- 클로에 아네트
- 이브 맥클린

## 기타
- 각색: 커스틴 쉐리단
- 공동제작: 재키 랄킨
- 공동제작: 레슬리 맥킴
- 라인프로듀서: 아메드 아부누옴
- 사운드슈퍼바이저: 위고 에코르네스
- 미술: 엘리너 우드
- 특수효과: 요한 하르네스크
- 시각효과: 피터 호스
- 의상: 주디스 윌리엄스
- 배역: 모린 휴즈